# Chylismia claviformis
Chylismia claviformis är en dunörtsväxtart. Chylismia claviformis ingår i släktet Chylismia och familjen dunörtsväxter.

## Underarter
Arten delas in i följande underarter:
- C. c. aurantiaca
- C. c. claviformis
- C. c. cruciformis
- C. c. funerea
- C. c. integrior
- C. c. lancifolia
- C. c. peeblesii
- C. c. peirsonii
- C. c. rubescens
- C. c. wigginsii
- C. c. yumae

## Bildgalleri

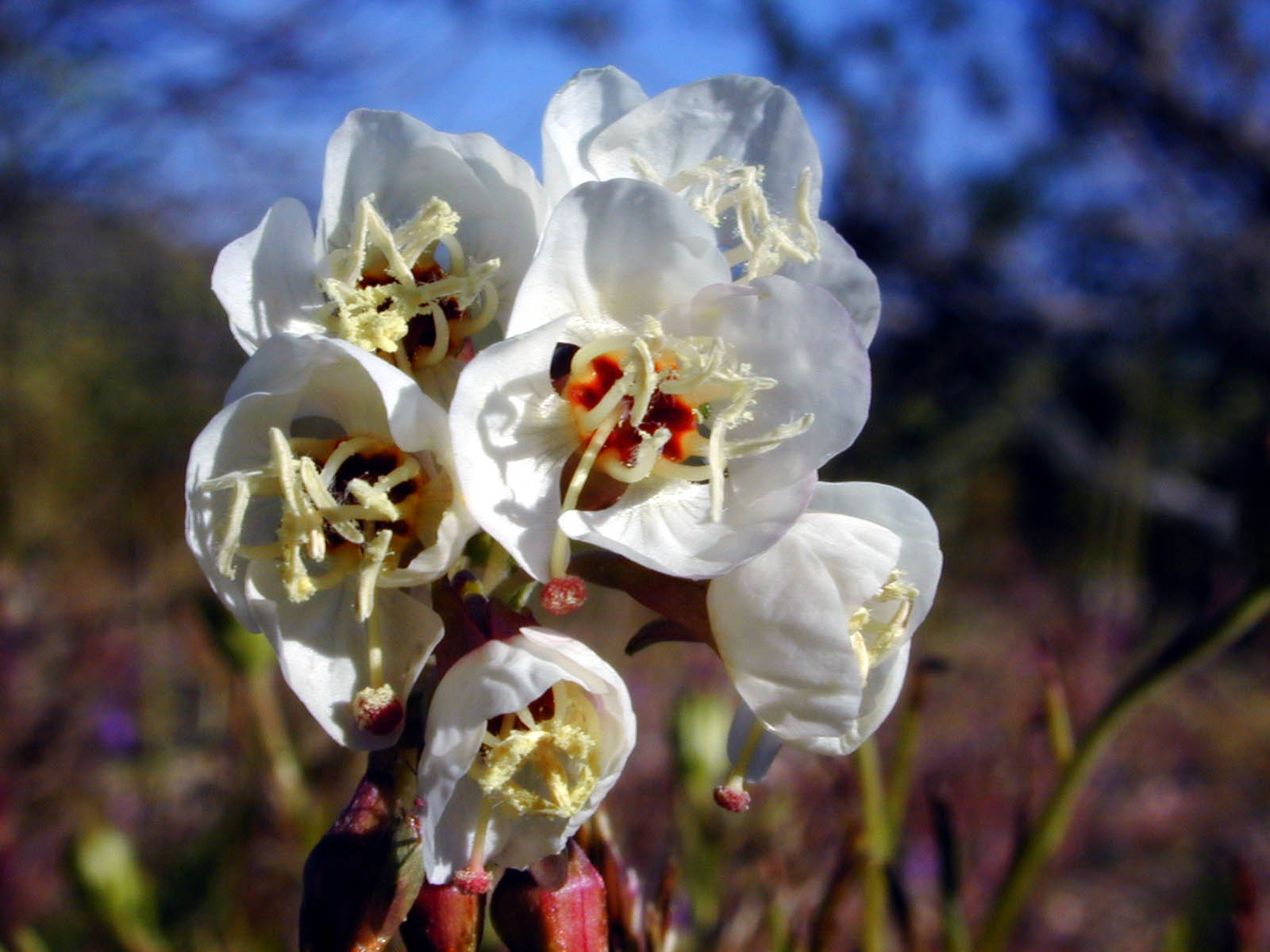
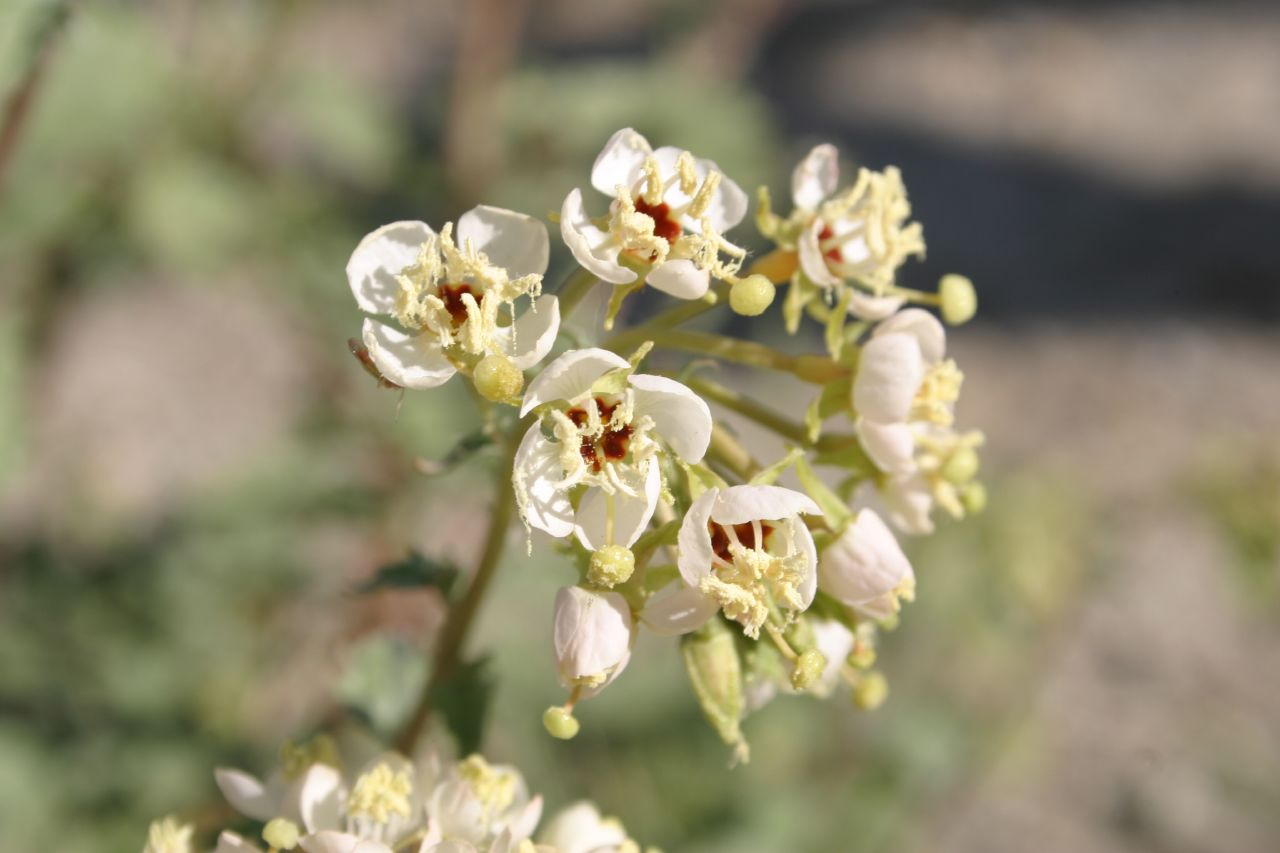
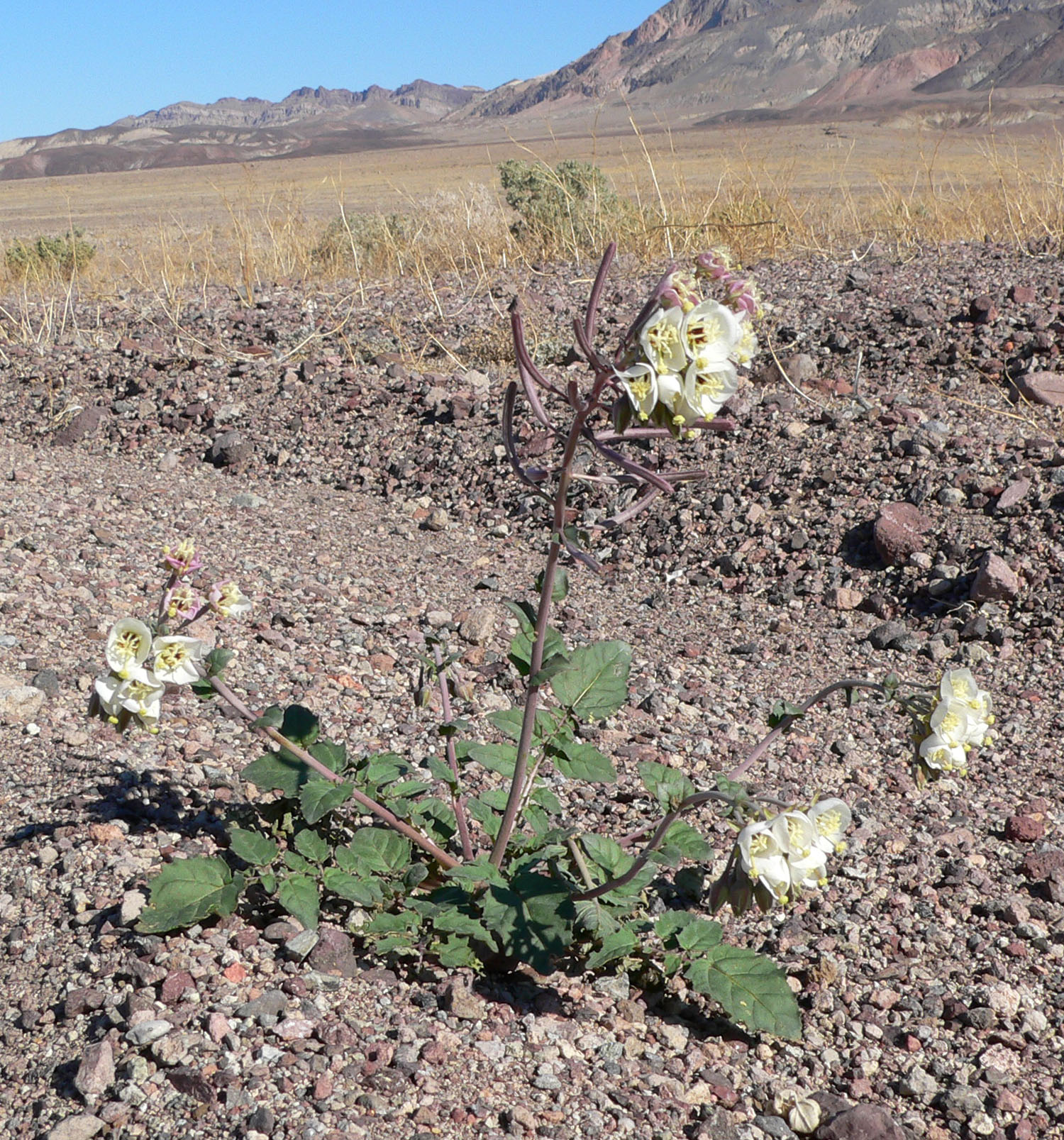
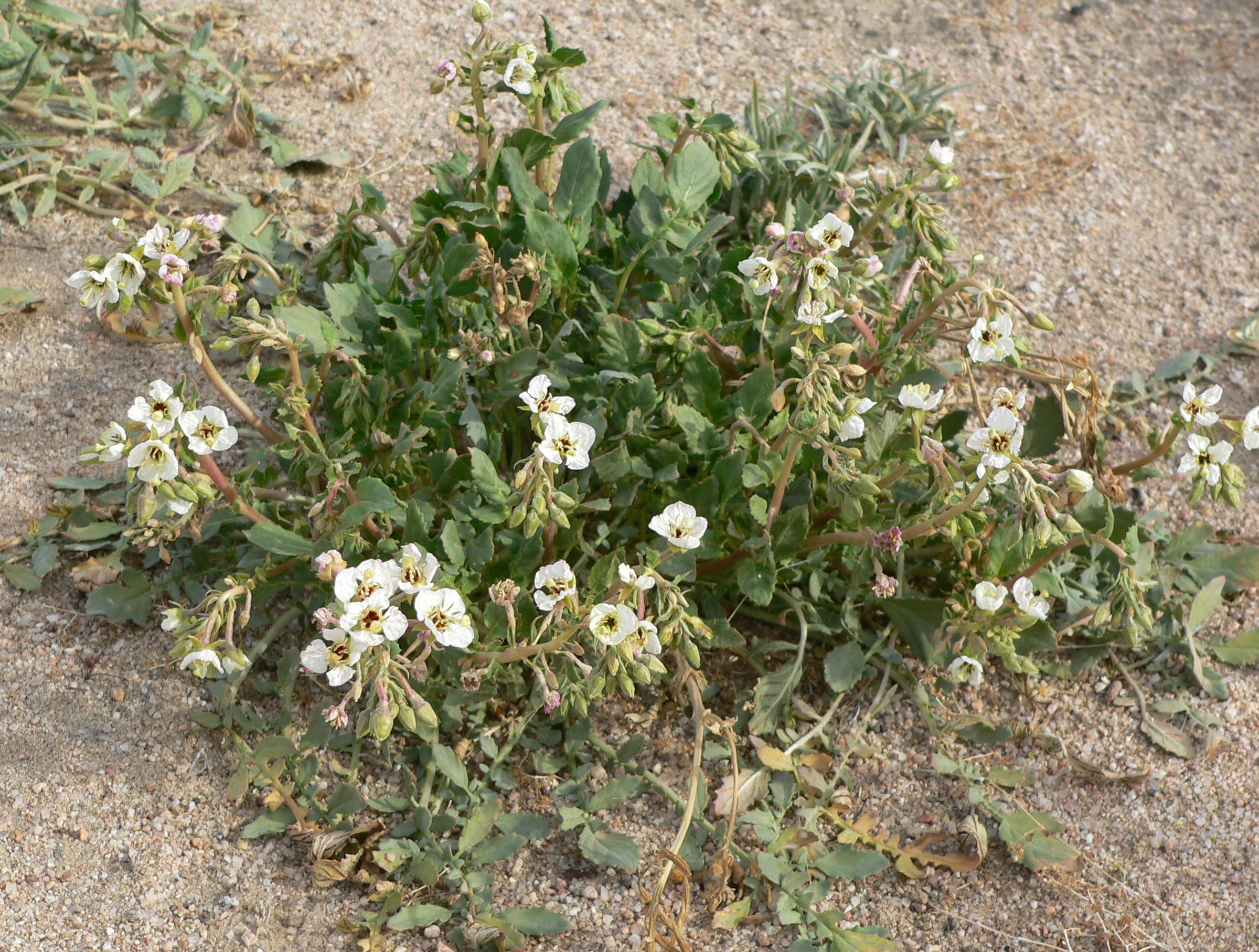
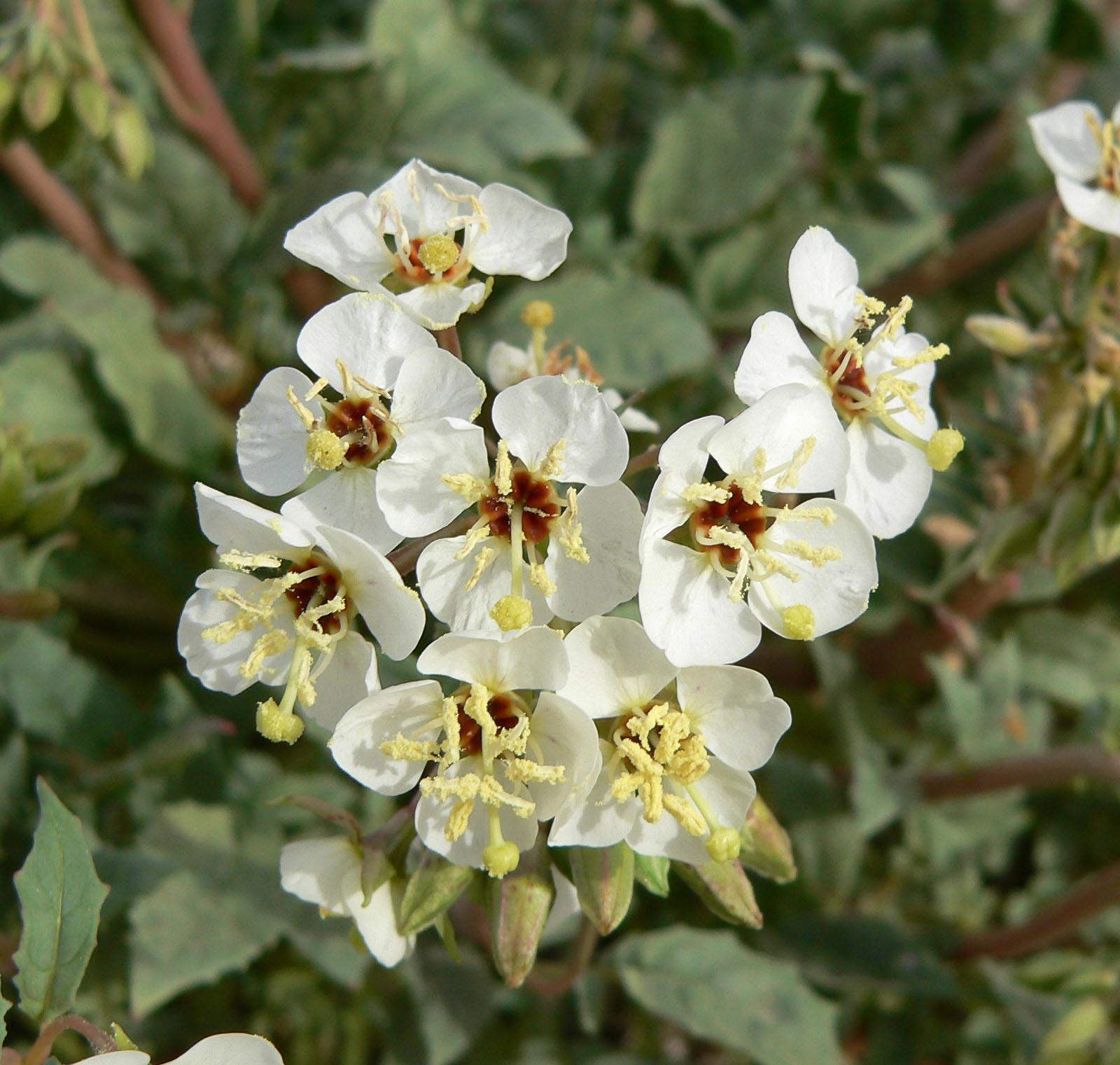
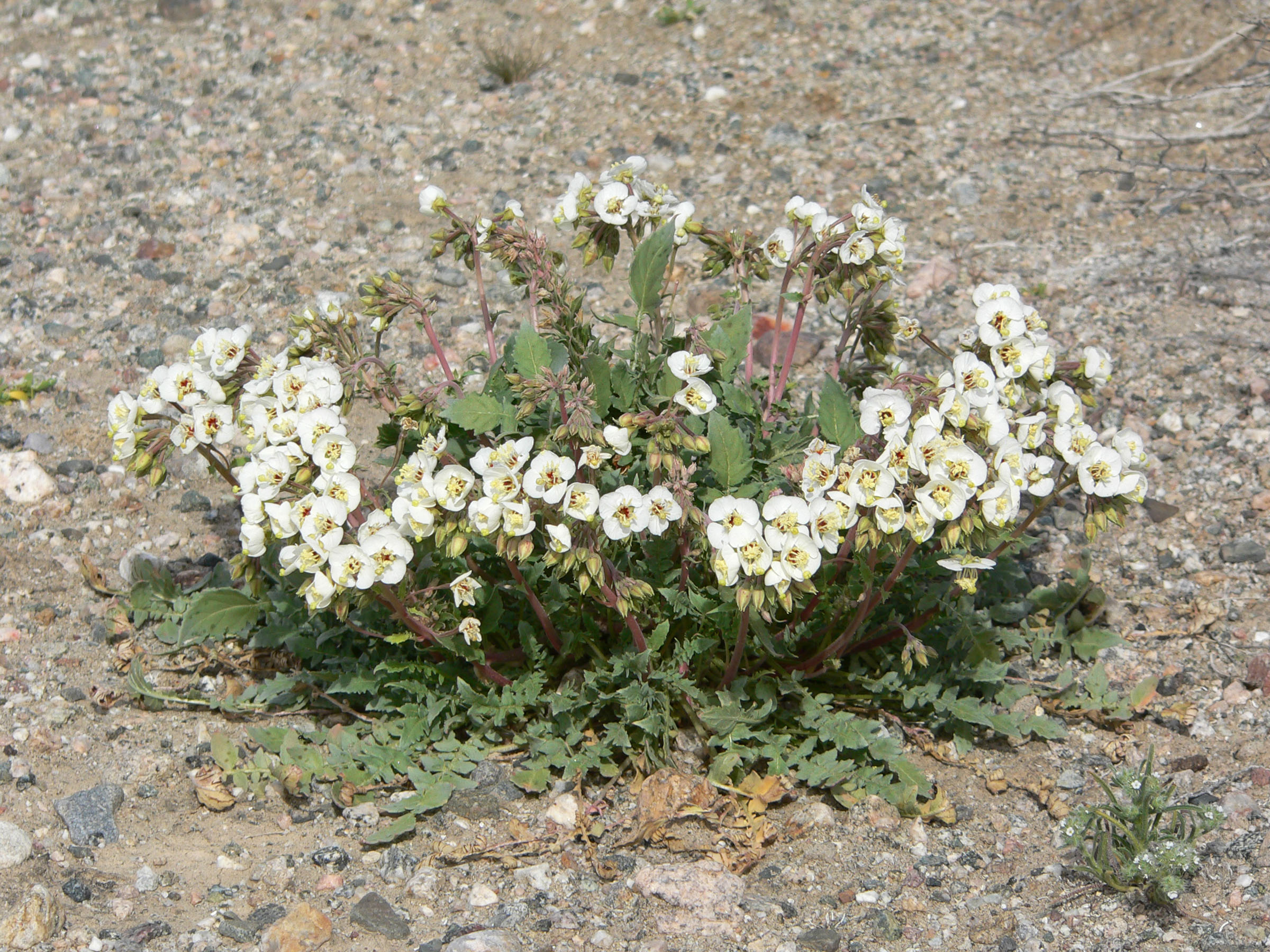